# Nationaler Aktionsplan für ein kindergerechtes Deutschland
Der Nationale Aktionsplan Für ein kindergerechtes Deutschland 2005–2010 (NAP) war eine Initiative der deutschen Bundesregierung, die aus dem Abschlussdokument "Eine kindgerechte Welt" der Vereinten Nationen, 2002 in New York, hervorgegangen ist. Basis dieses Aktionsplans ist die Kinderrechtskonvention (UN-Konvention über die Rechte des Kindes), die 1989 von der UN-Vollversammlung angenommen und bisher von 192 Staaten der Erde ratifiziert wurde.

## Themenfelder
Grundanliegen des deutschen NAP ist die Verbesserung der Lebensbedingungen von Kindern und der Kinderrechte. Hierzu wurde er in sechs Themenfelder unterteilt:
- Aufwachsen ohne Gewalt (Förderung einer gewaltfreien Erziehung; Untersuchung des Problemfelds Gewalt durch Vernachlässigung des Kindes)
- Beteiligung von Kindern und Jugendlichen (Entwicklung von Qualitätsstandards für Beteiligung; Verankerung von Kinder- und Beteiligungsrechten in Curricula, Ausbildungs-, Studienordnungen und in spezifischen Weiterbildungsangeboten für einschlägige Fachkräfte)
- Chancengerechtigkeit durch Bildung (frühe und individuelle Förderung; Überwindung der Selektivität des Bildungssystems und Wandel zu einem fördernden System)
- Entwicklung eines angemessenen Lebensstandards für alle Kinder (Bekämpfung der Ursachen von Kinderarmut; Aufzeigen von Wegen aus armutsbedingten Lebenslagen)
- Förderung eines gesunden Lebens und gesunder Umweltbedingungen[2]  (Vermeidung neuer gesundheitlicher Risiken; Stärkung ganzheitlicher und interdisziplinärer Gesundheitsförderung sowie kinder- und jugendspezifischer Behandlung)
- Internationale Verpflichtungen (Bekämpfung der Armut und Verwirklichung von Kinderrechten in Entwicklungsländern; Weiterentwicklung internationaler Übereinkommen zum Schutz von Kindern)

## Umsetzung
Zuständig für die Entwicklung und Umsetzung des NAP war das Bundesministerium für Familie, Senioren, Frauen und Jugend (Bundesfamilienministerium). Neben dem federführenden Ministerium waren jedoch in den verschiedenen den Themenfeldern zugeordneten Arbeitskreisen auch unterschiedliche andere Ministerien beteiligt. In der Lenkungsgruppe zum NAP (ehemals Bund-Länder-AG) sowie in den 6 thematischen Arbeitskreisen waren außerdem verschiedene Nichtregierungsorganisationen u. a. der Deutsche Bundesjugendring, Kindernothilfe, Deutsche Welthungerhilfe, UNICEF und Misereor vertreten.
Als Portal für Informationen zum NAP, zu Fortschritten und Entwicklungen fungierte zunächst von 2004 bis 2006 die Initiative Projekt P. Abgelöst wurde die Initiative im Jahr 2006 durch das Aktionsprogramm Du machst, welches die Ziele und Ideen der Initiative aufgegriffen hat und ebenfalls unter der Regie des Bundesfamilienministerium lief. 2008 startete als offizielle Begleitprogramm die Initiative Für ein kindergerechtes Deutschland.

## Kinder- und Jugendbeteiligung
Dem Nationalen Aktionsplan war wesentlich, dass sich breite Teile der Gesellschaft mit ihm auseinandersetzen und die Umsetzung der Handlungsfelder begleiten. Für das Erreichen des Zieles eines kindergerechten Deutschlands war die Beteiligung von Kindern und Jugendlichen an dieser Auseinandersetzung von wesentlicher Bedeutung. Dies sollte durch ein Kinder- und Jugendbeteiligungsprojekt des Deutschen Bundesjugendringes (DBJR) mit Beteiligung der Servicestelle Jugendbeteiligung (SJB) unter der Leitung von Uwe Ostendorff erreicht werden. Erstmals wirkten auf dem Fachkongress Schützen, fördern und beteiligen – Für ein kindergerechtes Deutschland über das Kinder- und Jugendbeteiligungsprojekt auch Kinder und Jugendliche an einer solchen Fachveranstaltung aktiv mit und referierten und debattierten unter anderen zusammen mit Wissenschaftlern und anderen Fachleuten.

## Chronik
- 8. bis 10. Mai 2002: auf dem Weltkindergipfel in New York (auch: Sondergeneralversammlung zu Kindern der Vereinten Nationen) wird ein Abschlusspapier mit dem Titel A world fit for children verabschiedet. Es bildet die Grundlage für die NAP der Länder, die das Papier unterzeichneten.
- 16. Februar 2005: der Entwurf des NAP für ein kindergerechtes Deutschland wird vom deutschen Bundestag angenommen und die Umsetzung bis zum Jahr 2010 beschlossen.
- 8. Juli 2008: Veröffentlichung der Zwischenbilanz zur Umsetzung des Nationalen Aktionsplans durch das BMFSFJ (PDF)
- 4. Dezember 2008: Veröffentlichung eines erneuten Zwischenberichts auf der NAP Fachkonferenz "Schützen, fördern, beteiligen – Für ein kindergerechtes Deutschland", Berlin